# トーマス・G・ウェイツ
トーマス・G・ウェイツ（Thomas G. Waites、1955年1月8日 - ）は、アメリカ合衆国の俳優、演技講師。